# اردک‌ماهی خال‌خالی
اردک‌ماهی خال‌خالی (نام علمی: Esox reichertii) نام یک گونه از سرده اردک‌ماهی است.